# Liră egipteană
Lira egipteană (sau libra egipteană) este moneda națională a Egiptului.
Moneda națională a Egiptului nu poate fi importată sau exportată. 